# Acontia albida
Acontia albida là một loài bướm đêm thuộc họ Noctuidae. Nó được tìm thấy ở Nam Mỹ, bao gồm Brasil.
Con trưởng thành bay vào tháng 11 và tháng 12.